# 奥古斯都拱门
44°03′25.01″N 12°34′15.47″E / 44.0569472°N 12.5709639°E
奥古斯都拱门位于意大利北部城市里米尼，由罗马元老院在公元前27年献给皇帝奥古斯都，是现存最古老的罗马拱门。它标志着通往罗马的弗拉米尼亚大道的终点，跨越现代的奥古斯都大街（Corso d'Augusto），即古罗马的东西大道（decumanus maximus）。然后连上另一条古道艾米利亚大道，向西北通往皮亚琴察。
其风格简单庄重。中间的拱门尺度在当时大得非同寻常，其解释是奥古斯都的和平政策（所谓的“罗马和平”，无需关闭，因为没有攻击的危险。其两侧为科林斯柱。柱旁的四个徽章描绘罗马诸神：朱庇特和阿波罗在罗马一侧，尼普顿和罗马面朝里米尼城。
拱门的主要功能，除了作为城门，还支撑奥古斯都开着战车的铜像。在法西斯时期拆除城墙后，拱门变成孤立的纪念碑。
今天，奥古斯都拱门与奥古斯都桥和提比略桥均为里米尼的重要标志，出现在该市的市徽上。
凯旋门上面的题词是：
-{SENATUS POPVLVSQVE ROMANVS

IMPERATORI CAESARI DIVI IVLIO FILIO AVGVSTO IMPERATORI SEPTEM

CONSOLI SEPTEM DESIGNATO OCTAVOM VIA FLAMINIA ET RELIQVEIS

CELEBERRIMEIS ITALIAE VIEIS ET AVCTORITATE EIVS MVNITEIS}-
罗马元老院与人民

献给皇帝奥古斯都，神圣的凯撒之子，七次任大元帅，

七次任执政官，八次任consul-elect，整修了弗拉米尼亚大道 

的意大利其他非常杰出的道路

## 外部連結
- The Arch of Augustus on the website of the district